# 525 (szám)
Az 525 (római számmal: DXXV) egy természetes szám.

## A szám a matematikában
A tízes számrendszerbeli 525-ös a kettes számrendszerben 1000001101, a nyolcas számrendszerben 1015, a tizenhatos számrendszerben 20D alakban írható fel.
Az 525 páratlan szám, összetett szám, kanonikus alakban a 31 · 52 · 71 szorzattal, normálalakban az 5,25 · 102 szorzattal írható fel. Tizenkettő osztója van a természetes számok halmazán, ezek növekvő sorrendben: 1, 3, 5, 7, 15, 21, 25, 35, 75, 105, 175 és 525.
Hatszögalapú piramisszám.
Az 525 négyzete 275 625, köbe 144 703 125, négyzetgyöke 22,91288, köbgyöke 8,06714, reciproka 0,0019048. Az 525 egység sugarú kör kerülete 3298,67229 egység, területe 865 901,47515 területegység; az 525 egység sugarú gömb térfogata 606 131 032,6 térfogategység.